# 1982-es Giro d’Italia
Az 1982-es Giro d’Italia volt a 65. olasz kerékpáros körverseny. Május 13-án kezdődött és június 6-án ért véget. Végső győztes a francia Bernard Hinault lett.

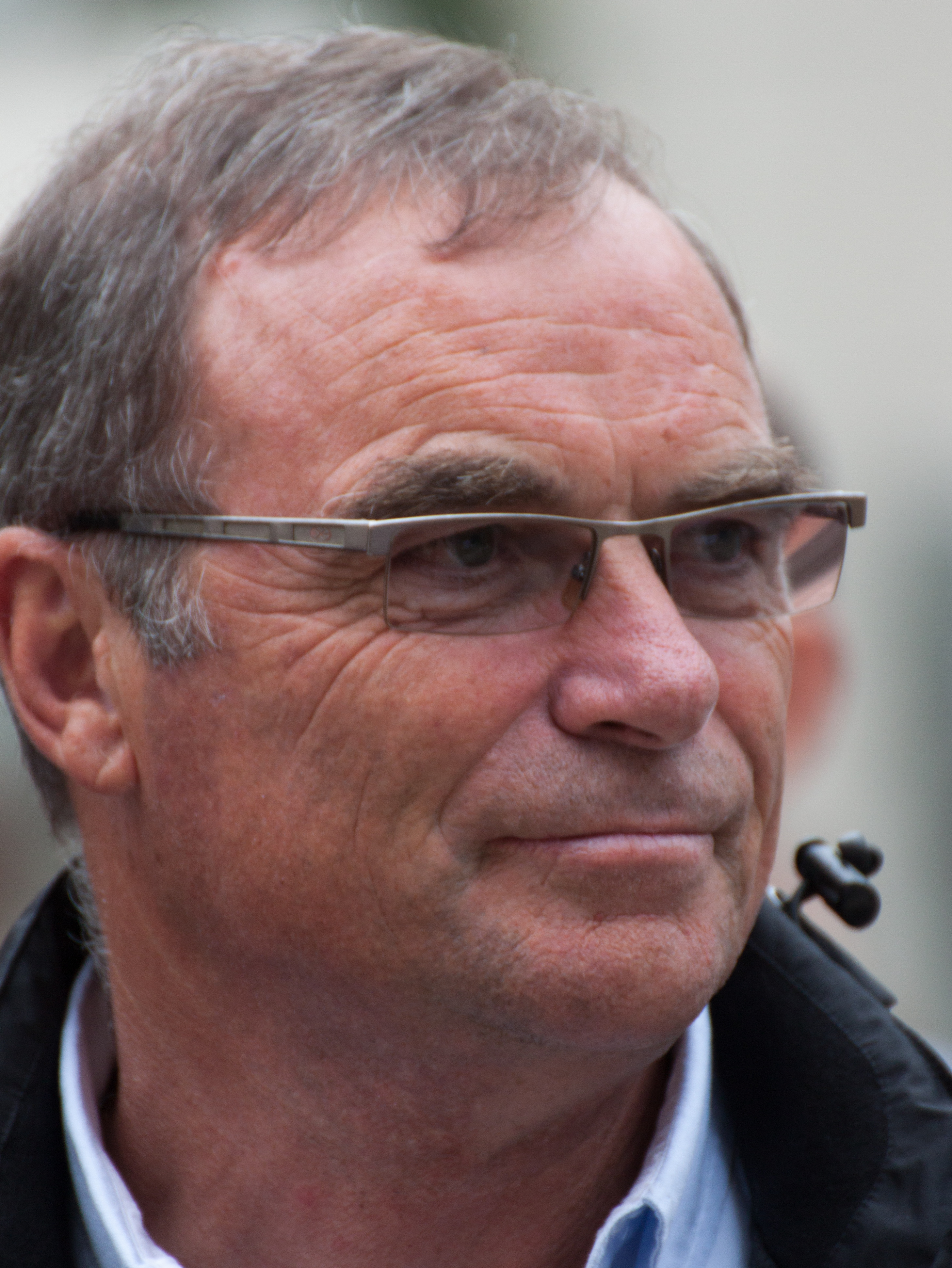
Bernard Hinault 2012-ben

## Végeredmény
|    | Versenyző                | Idő            |
| -- | ------------------------ | -------------- |
| 1  | Bernard Hinault          | 110 óra 07' 55 |
| 2  | Tommy Prim               | + 2' 35        |
| 3  | Silvano Contini          | + 2' 47        |
| 4  | Lucien van Impe          | + 4' 31        |
| 5  | Gianbattista Baronchelli | + 6' 09        |
| 6  | Giuseppe Saronni         | + 10' 52       |
| 7  | Mario Beccia             | + 11' 06       |
| 8  | Francesco Moser          | + 11' 57       |
| 9  | Marco Groppo             | + 14' 43       |
| 10 | Faustino Rupérez Rincón  | + 14' 57       |